# Issam John Darwish
Issam John Darwish BS (ur. 4 maja 1945 w Damaszku) – duchowny melchicki, w latach 2011–2021 arcybiskup Zahli i Al-Furzul.

## Życiorys
Święcenia kapłańskie przyjął 17 września 1972 w zakonie bazylianów Melkitów Najśw. Zbawcy. Był m.in. rektorem niższego seminarium zakonnego oraz kierownikiem centrum społecznego w Zahli.
9 kwietnia 1996 został mianowany eparchą Sydney. Sakry udzielił mu Maksymos V Hakim.
15 czerwca 2011 został przeniesiony na urząd archieparchy Zahli i Al-Furzul.